# Вагнер (филм)
Вижте пояснителната страница за други значения на Вагнер.
„Вагнер“ е български игрален филм (драма, сатира) от 1998 година, по сценарий и режисура на Андрей Слабаков. Оператор е Войчех Тодоров. Музиката във филма е композирана от Антони Дончев. Художник - Екатерина Караиванова 

## Сюжет
Един ден от живота на Елена - работничка на ударна преса марка „Вагнер“, когато се сбъдва мечтата ѝ да получи жилище. Тя става „жената от рекламата“...

## Актьорски състав
| В главните роли                                                   | Изпълнител         |
| ----------------------------------------------------------------- | ------------------ |
| Елена / жената от рекламата                                       | Ернестина Шинова   |
| бригадирът / поп Пешо / слепецът-просяк / продавачът на близалки  | Наум Шопов         |
| възрастната госпожа / просякинята / бабичката / селянката         | Юлия Огнянова      |
| многодетния / капитана / просяк с плъх / човек с ябълка           | Христо Гърбов      |
| Жоро / бомбе I / просяк с часовник и перископ / човек с корниз I  | Николай Урумов     |
| човек с чаши / човек с бинокъл / Рихард / работникът / любовникът | Валентин Танев     |
| младоженецът                                                      | Галин Стоев        |
| многодетната / еколожката / закъсняла работничка                  | Радост Костова     |
| Пипи - съпругата на Жоро / похотливата работничка                 | Силвия Въргова     |
| екологът / бомбе II                                               | Иван Павлов        |
| опечалената селянка / работничка с банан / младоженката           | Сашка Братанова    |
| санитар I / пазач                                                 | Иван Ласкин        |
| санитар II / Крайцер / човек с корниз II                          | Иван Истатков      |
| дактилографът / портиерът пазач / човек с кокошка                 | Валери Малчев      |
| умрелият пътник                                                   | ВНиколай Акимов    |
| второстепенен морски секссимвол                                   | Иван Митов         |
| пазач с метла / човек с прасе II                                  | Марко Андреев      |
| летяща Валкирия I                                                 | Първан Първанов    |
| летяща Валкирия II                                                | Йордан Захариев    |
| Никола                                                            | Сава Пиперов       |
| селянка с дете / просякиня                                        | Румяна Трифонова   |
| Жана, любовница на Жоро                                           | Светлана Терзиева  |
| рекламен морски секссимвол / неграмотен полицай / делтапланерист  | Димитър Дончев     |
| фотографът / барабанчик                                           | Радослав Томов     |
| тромпетист                                                        | Радослав Илиев     |
| флигорнист                                                        | Венцислав Захариев |
| тромбонист                                                        | Альоша Спасов      |
| жив и мъртъв портиер / човек с токачка                            | Иван Нейнски       |
| пеещ пътник / човек с прасе I                                     | Огнян Петров       |
|                                                                   | Доньо Донев        |